# 35xxxv
35xxxv – siódmy album studyjny japońskiego zespołu ONE OK ROCK, wydany 11 lutego 2015 roku. Płyta została wydana w formacie CD i limitowanej edycji CD+DVD. Album osiągnął 1 pozycję w rankingu Oricon i pozostał na listach przebojów przez 113 tygodnie, sprzedał się w nakładzie 273 779 egzemplarzy. Zdobył status platynowej płyty.
25 września 2015 roku album został wydany ponownie jako 35xxxv (Deluxe Edition) przez wytwórnię Warner Bros. Records, sprzedał się w nakładzie 89 179 egzemplarzy, wszystkie utwory zostały nagrane w wersji z angielskimi tekstami. Dodatkowo płyta zawiera dwa dodatkowe utwory.
Utwór Heartache został wykorzystany jako piosenka przewodnia filmu Rurōni Kenshin: Densetsu no saigo-hen.

## Lista utworów
Wersja japońska
| Nr  | Tytuł                                                   | Czas |
| --- | ------------------------------------------------------- | ---- |
| 1.  | "3xxxv5"                                                | 1:41 |
| 2.  | "Take me to the top"                                    | 3:15 |
| 3.  | "Cry out"                                               | 3:48 |
| 4.  | "Suddenly"                                              | 3:03 |
| 5.  | "Mighty Long Fall"                                      | 4:03 |
| 6.  | "Heartache"                                             | 4:24 |
| 7.  | "Memories"                                              | 3:21 |
| 8.  | "Decision"                                              | 3:44 |
| 9.  | "Paper Planes" (feat. Kellin from Sleeping with Sirens) | 3:20 |
| 10. | "Good Goodbye"                                          | 3:44 |
| 11. | "One by One"                                            | 3:39 |
| 12. | "Stuck in the middle"                                   | 3:32 |
| 13. | "Fight the night"                                       | 4:16 |

### Deluxe Edition
| Nr  | Tytuł                                                   | Czas |
| --- | ------------------------------------------------------- | ---- |
| 1.  | "3xxxv5"                                                | 1:41 |
| 2.  | "Take me to the top"                                    | 3:15 |
| 3.  | "Cry out"                                               | 3:48 |
| 4.  | "Suddenly"                                              | 3:03 |
| 5.  | "Mighty Long Fall"                                      | 4:03 |
| 6.  | "Heartache"                                             | 4:24 |
| 7.  | "Memories"                                              | 3:21 |
| 8.  | "Decision" (feat. Tyler Carter)                         | 3:44 |
| 9.  | "Paper Planes" (feat. Kellin from Sleeping with Sirens) | 3:20 |
| 10. | "Good Goodbye"                                          | 3:44 |
| 11. | "One by One"                                            | 3:39 |
| 12. | "Stuck in the middle"                                   | 3:32 |
| 13. | "Fight the night"                                       | 4:16 |
| 14. | "Last Dance"                                            | 3:49 |
| 15. | "The Way Back"                                          | 3:02 |